# Take a Daytrip
I Take a Daytrip sono un duo di produzione statunitense formatosi nel 2014 a New York e composto dai produttori discografici statunitensi Denzel Baptiste e David Biral. Sono noti soprattutto per avere prodotto singoli di successo come Mo Bamba di Sheck Wes, Legends di Juice Wrld, The Scotts di Travis Scott e Kid Cudi e Panini e Montero (Call Me by Your Name) di Lil Nas X.

## Discografia

### Singoli

#### Come artisti principali
- 2017 – I Don't Mind (con Treez Lowkey)
- 2017 – Fiji (con Sam Austins)
- 2019 – Stressed (con Octavian)
- 2019 – Louis (feat. Jesse)
- 2019 – Lighthouse (feat. Rico Nasty, Slowthai e Icecoldbishop)

#### Come artisti ospiti
- 2017 – Raw Emotions (Stolar feat. Take a Daytrip)
- 2017 – Poison (Octavian feat. Take a Daytrip, Obongjayar e Santi)
- 2017 – Soda (DJ Scheme feat. Cordae, Ski Mask the Slump God e Take a Daytrip)
- 2017 – Y Don't U (Park Hye Jin feat. Clams Casino e Take a Daytrip)

## Discografia di produzione

### Singoli
- 2017 – Mo Bamba (Sheck Wes)
- 2018 – Legends (Juice Wrld)
- 2019 – Panini (Lil Nas X)
- 2019 – Single Again (Big Sean)
- 2020 – Rodeo (Remix) (Lil Nas X feat. Nas)
- 2020 – Levi High (DaniLeigh feat. DaBaby)
- 2020 – The Scotts (Travis Scott e Kid Cudi come The Scotts)
- 2020 – Love Not Loving You (Foxes)
- 2020 – West Ten (AJ Tracey e Mabel)
- 2020 – Wolves (Big Sean feat. Post Malone)
- 2020 – Holiday (Lil Nas X)
- 2021 – Montero (Call Me by Your Name) (Lil Nas X)
- 2021 – Sun Goes Down (Lil Nas X)
- 2021 – Industry Baby (Lil Nas X e Jack Harlow)
- 2022 – Late to da Party (Lil Nas X e YoungBoy Never Broke Again)
- 2022 – Rich and Blind (Juice Wrld)
- 2022 – Legends (Juice Wrld)